# Mieczysław Majewski (malarz)
Mieczysław Majewski (ur. 12 stycznia 1915 we Włocławku, zm. 18 lutego 1988 w Warszawie) – polski malarz oraz grafik.

## Życiorys
Syn Józefa. Studiował na ASP w Warszawie w latach 1935–1939, dyplom uzyskał w 1947. Tworzył równolegle w dwóch dziedzinach - zajmował się malarstwem oraz grafiką warsztatową, szczególnie technikami metalowymi. Wykonywał także prace z dziedziny grafiki użytkowej (ilustracje książkowe). W latach 1957–1963 członek grup artystycznych „Warszawa” oraz „Kardasz”.
Jego prace znajdują się:
- w zbiorach muzeów narodowych w:
  - Warszawie,
  - Krakowie,
  - Szczecinie,
  - Wrocławiu,
- w Muzeum im. Wyczółkowskiego w Bydgoszczy,
- w zbiorach zagranicznych:
  - Albertiny w Wiedniu,
  - Muzeum Boijmans Van Beuningen w Rotterdamie,
  - Państwowych Zbiorach Sztuki - Gabinet Miedziorytów w Dreźnie,
- w prywatnych kolekcjach krajowych i zagranicznych.

## Wybrane wystawy
Od 1946 brał udział w wystawach zbiorowych w Polsce i za granicą (m.in. Austria, NRD, Holandia, USA, ZSRR, Meksyk, Wielka Brytania). W latach 1962–1973 miał trzy własne wystawy w kraju oraz trzy za granicą:
- w Wiedniu,
- w Pradze,
- w Sofii.

## Ordery i odznaczenia
- Srebrny Krzyż Zasługi (11 lipca 1955)[1]
- Medal 10-lecia Polski Ludowej (19 stycznia 1955)[2]

## Wybrane nagrody i wyróżnienia

### Wystawy i konkursy
- 1952 – wyróżnienie na III Ogólnopolskiej Wystawie Plastyki, Warszawa,
- 1962 – brązowy medal na Międzynarodowej Wystawie Grafiki „Gruppo Artistes Sardes”, Iglesias,
- 1966 – brązowy medal na I Festiwalu Sztuk Pięknych, Warszawa,
- 1968 – złoty medal na II Festiwalu Sztuk Pięknych, Warszawa,
- 1970 – wyróżnienie na III Festiwalu Sztuk Pięknych, Warszawa,
- 1971 – nagroda w konkursie Najlepsza Grafika Roku na V Ogólnopolskiej Wystawie Grafiki, Poznań.

### Inne nagrody
- 1961, 1964 – laureat nagrody Ministra Kultury i Sztuki,
- 1968 – nagroda II stopnia Ministra Obrony Narodowej, Warszawa.